# Annelie de Man
Annelie de Man (Den Haag, 20 september 1943 – Amsterdam, 29 september 2010) was een Nederlandse klavecinist, gespecialiseerd in de uitvoering van eigentijdse muziek. Ze was een pionier op het gebied van de promotie van het klavecimbel als instrument dat ook geschikt is voor hedendaagse muziek. Annelie de Man was getrouwd met de componist Roderik de Man.

## Achtergrond
Annelie Cecil de Gunst was dochter van Minke Bokma en Dirk Daniel de Gunst. Ze trouwde in 1967 met De Man en werd voornamelijk bekend onder diens achternaam. Zoon Joris de Man is componist, voornamelijk bij computerspelen. Annelie de Man werd gecremeerd op De Nieuwe Ooster, Amsterdam.
Haar basisopleiding bestond uit het Gymnasium Haganum (A) en al die periode was ze muzikaal actief. Zo zat ze in 1956 achter de piano bij een concert van gymnasiasten in Diligentia.Ze soleerde bij het schoolorkest, ze slaagde in 1961 voor haar eindexamen.

## Loopbaan
De Man studeerde aanvankelijk piano aan het Koninklijk Conservatorium te Den Haag. Vanaf 1972 studeerde ze klavecimbel aan hetzelfde conservatorium bij Janny van Wering en Bob van Asperen. Een aantal jaren wijdde zij zich aan de uitvoering van Barokmuziek, maar al spoedig besloot zij zich te specialiseren in het hedendaags repertoire. Ze vroeg componisten uit binnen- en buitenland om voor haar te componeren. In 1982 schreef Louis Andriessen voor haar het werk Overture to Orpheus. Hij was hiermee een van de eerste Nederlandse componisten van na de Tweede Wereldoorlog die voor klavecimbel schreef. In het artikel Contemporary Harpsichord Music in The Netherlands schrijft De Man hierover: "De Overture to Orpheus heeft de standaard gezet voor veel Nederlandse componisten".
Annelie de Man wist op overtuigende wijze een lans te breken voor de uitvoering van hedendaagse muziek op het barokke instrument klavecimbel. Muziekjournalist Kasper Jansen schreef in 2008 in NRC Handelsblad over haar cd Ladder of Escape 10: "Akelig ouderwets lijkt het meer dan vier eeuwen oude klavecimbel met het metalige en spichtig getokkelde geluid, dat niet in sterkte kan worden gevarieerd. Maar als Annelie de Man haar modern vormgegeven instrument bespeelt, klinkt ook de vaak voor haar gecomponeerde muziek als een eigentijdse en vooral spannende klankwereld."

### Optredens
De Man trad op in Nederland tijdens o.a. het Holland Festival, de International Gaudeamus Music Week en de Nederlandse Muziekdagen. Ze soleerde in concerten met het Schönberg Ensemble, het Koninklijk Concertgebouworkest (Millennium tour in Japan 2000), het Radio Philharmonisch Orkest, het Radio Symfonie Orkest, Amsterdam Sinfoniettaen het ASKO Ensemble onder dirigenten als Riccardo Chailly, Oliver Knussen, Otto Tausk, Gidon Kremer en Lev Markiz.
Annelie de Man gaf tevens concerten in het buitenland, waaronder diverse landen in Europa (Festival Aspekte in Salzburg, World Music Days in Oslo, Festival de Musique Electro-acoustique de Bourges, Festival Time of Music in Viitasaari, Festival New Music Odessa, Festival AudioArt in Krakau, Festival Spaziomusica in Cagliari, Festival Warschauer Herbst in Warschau) maar ook in Japan, Canada en de VS.
In 2002 speelde zij 35 live-uitvoeringen van de dansproductie Rameau met het Scapino Ballet. Het werk Rameau werd gemaakt door choreograaf Ed Wubbe op de 'Pièces de clavecin' van Jean-Philippe Rameau.
Met basklarinettist Harry Sparnaay richtte zij het duo Double_Action op. De ongewone combinatie van basklarinet en klavecimbel inspireerde talrijke componisten in Nederland en het buitenland tot het schrijven van bijna 60 nieuwe werken. Het duo heeft opgetreden in Nederland, Ierland, Polen en Canada. Met violiste Tiziana Pintus en cellist John Addison vormde ze vanaf 2002 het ensemble ORYX, waarmee ze barok en hedendaags repertoire uitvoerde.

### Docentschap
Annelie de Man was vanaf 1994 hoofddocent Hedendaags klavecimbelrepertoire aan het Sweelinck Conservatorium te Amsterdam. In die hoedanigheid onderwees zij studenten van over de hele wereld. Zij gaf masterclasses en lezingen aan onder meer conservatoria en universiteiten in Nederland, Duitsland, Noorwegen, Polen, Rusland (Tsjaikovski Conservatorium Moskou), de USA en Canada. Enkele van haar leerlingen zijn Julien Wolfs, Silvia Màrquez Chulilla, Walewein Witte en Goska Isphording, die haar opvolgde als docent Hedendaags klavecimbelrepertoire aan het Conservatorium van Amsterdam.

### Overige werkzaamheden
Samen met Muziekcentrum De Ysbreker organiseerde ze in 1994 de International Harpsichord Week in Amsterdam. In 1997 was zij jurylid van de International Gaudeamus Young Interpreters Competition. Zij was secretaris van de Stichting Ton Bruynèl (stichting voor de promotie van elektronische muziek) en was bestuurslid van het Festival November Music. Vanaf 2006 was zij adviseur van de Aliénor Foundation en vanaf 2007 bestuurslid van de vereniging Vrienden van de Nederlandse Muziek. In 2009 richtte De Man samen met de Italiaanse klavecinist Diadorim Saviola PROCEMBALO op, met het doel op internet een catalogus met eigentijdse klavecimbelmuziek te publiceren.

## Instrumenten
Annelie de Man bespeelde een tweemanualig instrument naar Taskin dat in 1978 werd gebouwd door Theo de Haas. Toen ze zich ging toeleggen op de uitvoering van eigentijdse muziek in concerten besloot ze dat het uiterlijk van haar instrument daar bij moest passen. De buitenkant van het klavecimbel werd daarom in 1987 opnieuw vormgegeven door de Friese beeldend kunstenaar Sies Bleeker. Het instrument is afgebeeld op het CD-boekje van haar CD A Lady Shaves Her Legs en de kaft van het boek Harpsichord and clavichord music of the twentieth century van Frances Bedford. De Man was tevens in het bezit van een bentside spinet, eveneens gebouwd door Theo de Haas en vormgegeven door Richard Dries.
Over de metamorfose van haar instrumenten schreef ze op haar website: "Dit betekende de volledige metamorfose van een instrument waarvan de vorm en versiering, zowel in originele als gekopieerde voorbeelden, zo duidelijk de geest van de Renaissance en de Barok weerspiegelen, de periodes waarin het klavecimbel bloeide. Het was niet zozeer de bedoeling dat het instrument de geest van het einde van de 20e eeuw zou uitstralen, maar veeleer dat het zou loskomen van het uiterlijk dat zo duidelijk wordt bepaald door het klimaat van de oorspronkelijke periode."
De instrumenten van Annelie de Man zijn na haar overlijden ondergebracht bij de Stichting Annelie de Man, en te bespelen in de Studio Annelie de Man. 

## Stichting Annelie de Man
Stichting Annelie de Man of de Annelie de Man Foundation werd in december 2010, kort na haar overlijden op initiatief van Roderik de Man opgericht om haar levenswerk voort te zetten. De stichting wil hedendaagse klavecimbelmuziek onder de aandacht brengen van publiek, uitvoerders en makers. Een van de doelstellingen is uitvoerders te stimuleren het bestaande repertoire te leren kennen en uit te voeren, maar ook samen te werken met kunstenaars uit verschillende disciplines om nieuwe werken tot stand te brengen. Klavecinisten kunnen studeren in de Studio Annelie de Man, waar ook een groot aanbod aan partituren en opnames van hedendaagse composities voor klavecimbel beschikbaar is.

### Prix Annelie de Man
De stichting organiseert onder de naam Prix Annelie de Man een concours en festival voor componisten en uitvoerende musici. Het concours is het eerste internationale concours voor hedendaagse klavecinisten en componisten. De stichting werkt samen met het concertpodium Orgelpark in Amsterdam. Het concours en festival vonden plaats in 2012, 2015, 2018 en 2021. Door de COVID-beperkingen moest de geplande editie van 2020 op het laatste moment worden afgelast, en doorgeschoven worden naar 2021. De prijzen voor de winnende composities zijn dat jaar wel toegekend.
De Prix Annelie de Man is een dubbelconcours waar componisten en klavecinisten elkaar ontmoeten en inspireren. Deze opzet zorgt ervoor dat nieuwe composities direct worden uitgevoerd door de nieuwste lichting getalenteerde musici. Het concours reikt interpretatieprijzen uit aan klavecinisten (waaronder prijzen van Donemus voor de beste interpretatie van een Nederlandse compositie) en de Composition Prize, de Black Pencil Prize, een publieksprijs en eervolle vermeldingen aan componisten. De Black Pencil Prize gaat naar de winnende compositie die is geschreven voor het Ensemble in Residence Black Pencil (bestaande uit blokfluit, panfluit, altviool, accordeon en slagwerk, met of zonder klavecimbel). De werken van de winnende componisten worden tevens uitgegeven door Donemus. Per concours worden er meer dan 100 composities ingezonden.

## Composities geschreven voor Annelie de Man
Onder andere de volgende werken werden, veelal op haar verzoek, voor Annelie de Man gecomponeerd (bron dd mei 2006):
| Jaar    | Componist            | Titel                                          | Instrumentatie                                                   |
| ------- | -------------------- | ---------------------------------------------- | ---------------------------------------------------------------- |
| 1982    | Louis Andriessen     | Overture to Orpheus                            | klavecimbel solo                                                 |
| 1983    | Daniel Brozak        | In A                                           | klavecimbel solo                                                 |
| 1983    | Joep Franssens       | Ellipsis                                       | klavecimbel solo                                                 |
| 1983    | Tzeng Shin-Kwei      | The Way of Heaven                              | klavecimbel solo                                                 |
| 1984    | Gilius van Bergeyk   | Zu Tee & Tanz                                  | klavecimbel solo                                                 |
| 1985    | Roderik de Man       | Frenzy                                         | klavecimbel solo                                                 |
| 1985    | Roderik de Man       | What’s in a name?                              | klavecimbel solo                                                 |
| 1985    | Klaas de Vries       | Murder in the Dark                             | klavecimbel solo                                                 |
| 1985    | Ted Ponjee           | The Female Modes                               | klavecimbel solo (kwarttooncompositie)                           |
| 1986    | Chiel Meijering      | Forbidden Territory                            | klavecimbel en dwarsfluit                                        |
| 1987    | Jurriaan Andriessen  | Musica per clavicembalo                        | klavecimbel solo                                                 |
| 1988    | Ton Bruynèl          | Toccare                                        | soundtracks (geluidssporen) en klavecimbel                       |
| 1988    | David Little         | Harpsi-kord                                    | klavecimbel en tape                                              |
| 1989    | Roderik de Man       | Chordis Canam                                  | klavecimbel en tape                                              |
| 1989    | Reinhold Westerheide | Balance                                        | klavecimbel en gitaar                                            |
| 1990    | Tom Riedstra         | Rotterdam Shuffle                              | klavecimbel solo                                                 |
| 1990    | Lowell Dijkstra      | Willowy                                        | klavecimbel solo                                                 |
| 1990    | Ton Bruynèl          | Schrootsonate (ook bekend als Sonata chattara) | klavecimbel en soundtracks                                       |
| 1990    | Marion de Laat       | ., is punt Komma                               | klavecimbel en tape met een installatie                          |
| 1990    | Chiel Meijering      | He Was a Great Man and He Loved Baseball       | klavecimbel, basklarinet en tape                                 |
| 1991    | Roderik de Man       | Momentum                                       | basklarinet, klavecimbel en tape                                 |
| 1992    | Willem Jeths         | Mythos                                         | klavecimbel solo (kwarttooncompositie)                           |
| 1992    | Hope Lee             | Tangram                                        | klavecimbel, basklarinet en tape                                 |
| 1993    | Lárus Hálldor        | The secret mission of Mr. BoomBoom             | klavecimbel solo                                                 |
| 1993    | Lyell Cresswell      | Bisbigliando                                   | klavecimbel solo                                                 |
| 1993    | Raymond Deane        | Fügung                                         | klavecimbel en baskarinet                                        |
| 1993    | André Douw           | The Waves                                      | twee klavecimbels                                                |
| 1993    | Chiel Meijering      | Was guckst du mir den immer in die Bluse?      | twee klavecimbels en elektrische gitaar                          |
| 1993    | Ton Bruynèl          | Le Jardin                                      | klavecimbel, mezzosopraan, dwarsfluit en tape                    |
| 1994    | Calliope Tsoupaki    | Common Passion                                 | klavecimbel solo                                                 |
| 1994    | Evelyn Ficarra       | Close                                          | twee klavecimbels en tape                                        |
| 1994    | Andries van Rossem   | Strings & harpsichord                          | klavecimbel solo en strijkorkest                                 |
| 1994/96 | Geoffrey King        | White Rose                                     | klavecimbel solo                                                 |
| 1995    | Jacob ter Veldhuis   | The Storm                                      | klavecimbel en tape                                              |
| 1995    | Jacob ter Veldhuis   | Les soupirs de Rameau / De zuchten van Rameau  | klavecimbel en tape, met afbeeldingen                            |
| 1996    | Roderik de Man       | Distant Mirror                                 | twee klavecimbels en dig.fx (stereo-effect-)processor, met dia's |
| 1996    | Victor Varela        | Clair/Obscur                                   | klavecimbel en basklarinet                                       |
| 1997    | Wim de Ruiter        | Eye-opener                                     | klavecimbel en tape met een installatie                          |
| 1997    | Michel van der Aa    | Masker                                         | klavecimbel, basklarinet en tape                                 |
| 1998    | Matthias Kadar       | Double with..,                                 | klavecimbel en basklarinet                                       |
| 1999    | Joe Cutler           | Urban Myths                                    | klavecimbel en basklarinet                                       |
| 1999    | Roderik de Man       | Dirge                                          | tuba, klavecimbel en CD                                          |
| 1999    | René Uijlenhoet      | Filamenti II                                   | twee klavecimbels en tape                                        |
| 2000    | Jacqueline Fontyn    | es ist ein Ozean...                            | klavecimbel solo, dwarsfluit en strijkorkest                     |
| 2001    | Kristoffer Zegers    | Detonatie                                      | klavecimbel en tape                                              |
| 2001    | Vanessa Lann         | Lucifer's Sun                                  | klavecimbel en basklarinet                                       |
| 2001    | David Vayo           | Scuttlings and Scramblings                     | klavecimbel en basklarinet                                       |
| 2002    | Giel Vleggaar        | Counting Stars with Confidence                 | klavecimbel en basklarinet                                       |
| 2003    | Danny de Graan       | Contrast                                       | klavecimbel, tapes en live elektronica                           |
| 2003    | Allan Segall         | House Glass                                    | klavecimbel en tape                                              |
| 2004    | Arnoud Noordegraaf   | PONG                                           | klavecimbel, tapes en film                                       |
| 2005    | Thomas Reiner        | Battaglia                                      | klavecimbel en tape                                              |
| 2007    | Roderik de Man       | Sonneries (pour Annelie)                       | viool, cello en klavecimbel                                      |
| 2007    | Jacob ter Veldhuis   | Doggy Steps                                    | viool, cello, klavecimbel en audio                               |

## Discografie

### Solo-CD's
- 1988 - New Sights and Sounds for harpsichord (HGM CD 002)
- 1994 - The Contemporary Harpsichord (NM Classics 92038) (beluister fragment van Mythos)
- 1995 - A Lady shaves her Legs (WVH 072), Annelie de Man en Reinhold Westerheide (beluister fragment van A Lady Shaves Her Legs)
- 2008 - Ladder of Escape Vol. 10, Annelie de Man, Harry Sparnaay e.a. (Attacca 28120) (beluister complete CD)

### Tevens te horen op
- (jaar onbekend) - composities van Tzen Shin Kwei, met o.a. The Way of Heaven (RM 1338) (beluister fragment)
- 1991 - composities van Edison Denisov, door Nieuw Sinfonietta Amsterdam, Annelie de Man e.a. (BIS Records CD 518) (beluister fragment van Concerto for 2 viola's, harpsichord and string orchestra)
- 1992 - Les prix du 19e concours international de musique electroacoustique, Bourges 1991 vol.6, met o.a. Chordis Canam van Roderik de Man door Annelie de Man (LDC 278053/54) (beluister fragment)
- 1996 - Van grote en kleine vogels, composities van Jacob ter Veldhuis, met o.a. De zuchten van Rameau door Annelie de Man (BVHaast 9606)
- 1999 - Five New Pieces, Roderik de Man, met o.a. Distant Mirror door Annelie de Man en Silvia Màrquez
- 2001 - Eye Opener, compositites van Wim de Ruiter, met o.a. Eye Opener door Annelie de Man (Erasmus Music&Media WVH 182) (beluister fragment)
- 2004 - Electrified Music, composities van Roderik de Man, Chordis Canam en Momentum door Annelie de Man en Harry Sparnaay (Electroshock Records ELCD 040)
- 2005 - Looking Ears, composities van Ton Bruynel, met o.a. Le Jardin en Sonata Chatarra door Annelie de Man (BV Haast CD 9214) (beluister fragment van Sonata Chatarra)
- 2007 - Jacob TV Box two: Shining city, met o.a. Les soupirs de Rameau van Jacob ter Veldhuis door Annelie de Man (Basta 3091742)